# Huparlac
Huparlac är en kommun i departementet Aveyron i regionen Occitanien i södra Frankrike. Kommunen ligger  i kantonen Saint-Amans-des-Cots som ligger i arrondissementet Rodez. År 2022 hade Huparlac 252 invånare.

## Befolkningsutveckling
Antalet invånare i kommunen Huparlac
Referens: INSEE